# Grubbtjärnen (Jokkmokks socken, Lappland)
Grubbtjärnen är en sjö i Jokkmokks kommun i Lappland och ingår i Luleälvens huvudavrinningsområde.